# 山本浩靖
山本 浩靖（やまもと ひろやす、1958年3月26日 - ）は、大阪府出身の元サッカー選手、サッカー指導者。選手時代のポジションはフォワード。

## 来歴
1980年、創設間もない松下電器（現：ガンバ大阪）に入団。1985年に日本サッカーリーグ(JSL)2部で得点王（9得点）となり、1部昇格に貢献。1987年に引退した。
引退後は松下電器のコーチに就任。その後は松下電器LSCバンビーナ（現スペランツァFC大阪高槻）のコーチと監督を歴任しつつ、1993年から1996年まで鈴木保監督のもとで日本女子代表コーチも兼任した。
1998年より、サテライトコーチに就任した上野山信行の後任としてG大阪の強化部長に、2009年からは強化本部長に就任した。山本は日本人選手では日本代表にも選出された選手を獲得するも、外国人選手に関しては活躍した選手は他のJリーグクラブで実績を残した選手がほとんどで、Jリーグ未経験で独自に獲得した外国人選手の大半は主力に定着せず1年ほどで退団するなど外国人選手の補強面ではあまり実績を挙げられなかった。
2012年、10年続いた西野朗体制に代わり監督にジョゼ・カルロス・セホーン、ヘッドコーチに呂比須ワグナーを招聘するも、開幕から公式戦5連敗と不振を極めたことで同年3月26日に山本は強化本部長の職を辞任した。同日に解任されたセホーンの後任監督として松波正信が就任したが最後まで不振から脱することができず、前年3位からわずか1年でJ2降格となってしまった。
2014年、日本女子サッカーリーグ・INAC神戸レオネッサの取締役に就任した。肩書は取締役だが強化面も担当している。
2019年10月16日、京都サンガF.C.のクラブアドバイザー（非常勤）に就任すると発表された。

## 所属クラブ
- 1976年 - 1979年 大阪商業大学[1]
- 1980年 - 1987年 松下電器

## 個人成績
| 国内大会個人成績 | 国内大会個人成績 | 国内大会個人成績 | 国内大会個人成績 | 国内大会個人成績 | 国内大会個人成績 | 国内大会個人成績 | 国内大会個人成績 | 国内大会個人成績 | 国内大会個人成績 | 国内大会個人成績 | 国内大会個人成績 |
| 年度             | クラブ           | 背番号           | リーグ           | リーグ戦         | リーグ戦         | リーグ杯         | リーグ杯         | オープン杯       | オープン杯       | 期間通算         | 期間通算         |
| 年度             | クラブ           | 背番号           | リーグ           | 出場             | 得点             | 出場             | 得点             | 出場             | 得点             | 出場             | 得点             |
| 日本             | 日本             | 日本             | 日本             | リーグ戦         | リーグ戦         | JSL杯            | JSL杯            | 天皇杯           | 天皇杯           | 期間通算         | 期間通算         |
| ---------------- | ---------------- | ---------------- | ---------------- | ---------------- | ---------------- | ---------------- | ---------------- | ---------------- | ---------------- | ---------------- | ---------------- |
| 1980             | 松下             |                  | 奈良県2部        |                  |                  |                  |                  |                  |                  |                  |                  |
| 1981             | 松下             |                  | 奈良県1部        |                  |                  |                  |                  |                  |                  |                  |                  |
| 1982             | 松下             |                  | 奈良県1部        |                  |                  |                  |                  |                  |                  |                  |                  |
| 1983             | 松下             |                  | 関西             |                  |                  |                  |                  |                  |                  |                  |                  |
| 1984             | 松下             |                  | JSL2部           | 14               | 5                | 0                | 0                |                  |                  |                  |                  |
| 1985             | 松下             |                  | JSL2部           | 19               | 9                |                  |                  |                  |                  |                  |                  |
| 1986-87          | 松下             |                  | JSL1部           | 14               | 0                |                  |                  |                  |                  |                  |                  |
| 通算             | 日本             | 日本             | JSL1部           | 14               | 0                |                  |                  |                  |                  |                  |                  |
| 通算             | 日本             | 日本             | JSL2部           | 33               | 14               |                  |                  |                  |                  |                  |                  |
| 通算             | 日本             | 日本             | 関西             |                  |                  |                  |                  |                  |                  |                  |                  |
| 通算             | 日本             | 日本             | 奈良県           |                  |                  |                  |                  |                  |                  |                  |                  |
| 通算             | 日本             | 日本             | 奈良県2部        |                  |                  |                  |                  |                  |                  |                  |                  |
| 総通算           |                  |                  |                  |                  |                  |                  |                  |                  |                  |                  |                  |

## 指導歴
- 1987年 - 1989年 松下電器：コーチ
- 1990年 - 1995年 松下電器バンビーナ/パナソニックバンビーナ：コーチ
  - 1993年 - 1996年  日本女子代表：コーチ
- 1996年 - 1997年 パナソニックバンビーナ：監督
- 1998年 - 2013年 ガンバ大阪
  - 1998年 - 2008年 強化部長
  - 2009年 - 2012年 取締役、強化本部長
  - 2012年 - 2013年 取締役、アカデミー本部長
- 2019年 -　京都サンガF.C. クラブアドバイザー

## 監督成績
| 年度 | 所属 | クラブ     | リーグ戦 | リーグ戦 | リーグ戦 | リーグ戦 | リーグ戦 | リーグ戦 | カップ戦  | カップ戦 |
| 年度 | 所属 | クラブ     | 順位     | 試合     | 勝点     | 勝利     | 引分     | 敗戦     | Lリーグ杯 | 皇后杯   |
| ---- | ---- | ---------- | -------- | -------- | -------- | -------- | -------- | -------- | --------- | -------- |
| 1996 | L    | バンビーナ | 5位      | 18       | -        | 9        | -        | 9        | 4位       | ベスト8  |
| 1997 | L    | バンビーナ | 7位      | 18       | -        | 7        | -        | 11       | 3位       | ベスト8  |